# Уилкинсън (окръг, Мисисипи)
Окръг Уилкинсън (на английски: Wilkinson County) е окръг в щата Мисисипи, Съединени американски щати. Площта му е 1782 km², а населението - 10 312 души (2000). Административен център е град Удвил.